# Desbande de Basualdo
El Desbande de Basualdo fue una deserción masiva de soldados argentinos reclutados en la provincia de Entre Ríos para luchar en la Guerra de la Triple Alianza contra el Paraguay. Las anteriores guerras de los entrerrianos contra el centralismo de Buenos Aires y la antipatía contra el Imperio del Brasil exacerbada por lo ocurrido en el sitio de Paysandú, generaron un sentimiento general contrario a la guerra al enterarse de que se los convocaba para luchar contra el Paraguay. La deserción se produjo el 3 de julio de 1865 en el campamento ubicado junto al arroyo Basualdo (departamento San José de Feliciano), en el límite de Entre Ríos con la provincia de Corrientes.

## Antecedentes
Luego de la invasión paraguaya de Corrientes, el gobierno y la prensa de Buenos Aires temían que el expresidente y caudillo entrerriano Justo José de Urquiza (1801-1870) se aliara con el presidente paraguayo Francisco Solano López (1827-1870) y juntos intentaran invadir Buenos Aires para derrocar a Bartolomé Mitre (1821-1906), antiguo enemigo de Urquiza. Los temores se disiparon cuando Urquiza escribió al presidente argentino el 28 de abril de 1865 ofreciendo su colaboración:

Es de buen soldado saber obedecer, como pretendió saber mandar. Esta ocasión ha llegado y la sabré aprovechar.

Mitre agradeció a Urquiza, lo nombró comandante de la Guardia Nacional en Entre Ríos y jefe de la vanguardia, y le ordenó reunir un ejército de 5000 hombres. Para esto ordenó el 29 de abril de 1865 la convocatoria a la Guardia Nacional en Entre Ríos, quedando solo exceptuados los ancianos, los médicos, los abogados y los jefes de oficinas. Los reclutas debían reunirse en cada departamento y luego trasladarse a Concepción del Uruguay.
Urquiza decidió convocar a 8000 soldados en el campamento del arroyo Calá (en el departamento Uruguay), y respondió el 29 de abril de 1865 al ministro Juan Andrés Gelly y Obes:

Puede V. E. asegurar al Sr. Presidente que el ejército entrerriano se reunirá en breve con todo el ardor que ha puesto siempre al servicio de la patria.

Los batallones Entrerriano y Urquiza, que custodiaban la villa de Concepción del Uruguay al mando del jefe político coronel Pedro M. González se integraron a la convocatoria, que también incluyó a los pardos y morenos de 20 a 30 años y a todos los «vagos» y sujetos con penas correccionales. Entre otros contingentes se hallaba la división Victoria, con 650 hombres al mando del coronel José María León.
El 11 de mayo de 1865 los reclutas salieron del campamento del Calá, llegando el 21 de mayo al Yuquerí, a 5 leguas (25 km) de la villa de Concordia, desde donde continuaron hasta el arroyo Basualdo. Allí los esperaba la división de la villa de La Paz, compuesta por nueve escuadrones al mando del coronel Antonio Ezequiel Berón.
Los reclutas carecían de todo: armamentos, vestuarios, vituallas y caballos, ya que poco antes Urquiza había vendido 30 000 caballos al Brasil, para esta misma guerra. Urquiza pensaba reunir sus fuerzas con las de Wenceslao Paunero, que operaba sobre el río Paraná en Corrientes, e intrigaba sobre el jefe paraguayo Wenceslao Robles, quien había avanzado hasta Goya, y de quien esperaba que se pronunciara contra Francisco Solano López.
El 11 de junio de 1865 se produjo la batalla del Riachuelo, un combate naval en que la flota brasileña destruyó la escuadra paraguaya cerca de la ciudad de Corrientes.
El 24 de junio de 1865, Mitre ordenó a Urquiza avanzar sobre el río Corrientes.

## Desbande
El sentimiento antibélico en la provincia de Entre Ríos se materializó en acciones concretas de desacreditación, las cuales fueron reprimidas por el gobernador de Entre Ríos, José María Domínguez, quien el 9 de mayo de 1865 hizo detener en Concordia a Juan Coronado, exsecretario de Urquiza, por «desacreditar la causa nacional de una manera subversiva».
El 13 de junio de 1865 los jefes políticos de los departamentos recibieron orden de vigilar a los «que se ocupan en anarquizar a los ciudadanos que defienden la causa nacional».
Mitre se había embarcado para Concordia el 17 de junio para reunir allí a las fuerzas aliadas. Como Paunero no obedeció la orden de Urquiza, este concertó una entrevista con Mitre en Concordia y se dirigió allí el 3 de julio de 1865. A la salida del general Urquiza, varios oficiales incrementaron sus intrigas sobre las tropas, incluso repartiendo bebidas alcohólicas.
Los rumores de que Urquiza había abandonado a sus tropas pasaron de boca en boca:

Compañeros: el Capitán General se ha ido a su casa y es necesario que nosotros también nos vayamos. No sean tontos; no se dejen engañar.

Imitando en la noche el aullido de los zorros, los nogoyaceros y victorianos van dando de carpa en carpa la señal de la deserción y buena parte de las divisiones se desbandan. Los jefes ―el general Ricardo López Jordán y los coroneles Manuel Caravallo, Domingo Hereñú y Manuel Navarro― intentaron contener la deserción, pero muchos reclutas se fueron gritando «¡Viva Urquiza y muera Mitre!».

## Reacción de Urquiza
Durante la madrugada, mientras Urquiza se hallaba pernoctando en la estancia de Gregorio Castro, recibió la noticia del desbande y retornó rápidamente al campamento. Cuando llegó, unos 3000 soldados se habían ido, y el resto se proponía hacerlo en breve. Urquiza ordenó fusilamientos, hizo formar a las tropas y las arengó recordando sus triunfos y que «la patria exige ir a la guerra», pero su prestigio no logró contener las deserciones en las noches siguientes.
El 7 de julio de 1865 Urquiza decidió licenciar a todos los soldados y convocarlos nuevamente a reunirse en el Yuquerí a las órdenes de Miguel Galarza.
El 31 de julio, López Jordán escribió a Urquiza desde la villa de Paraná:

Usted nos llama para combatir al Paraguay. Nunca general; ese es nuestro amigo. Llámenos para pelear contra porteños y brasileños. Estamos prontos. Esos son nuestros enemigos. Oímos todavía los cañones de Paysandú. Estoy seguro del verdadero sentimiento del pueblo entrerriano.
 [...] que la gente se reunirá donde V. E. ordene, pero no quieren ir para arriba.
Ricardo López Jordán

Otros jefes expresaron lo mismo, como el coronel Juan Luis González, quien escribió a Urquiza el 19 de septiembre de 1865 «que si esta marcha no es contra Mitre, ellos no salen de sus departamentos».
Algunos patriotas se pasaron al bando de los paraguayos, entre ellos, desde el principio, Telmo López, hijo del caudillo santafesino Estanislao López.
López Jordán fue acusado de la deserción y algunos mitristas pidieron a Urquiza su fusilamiento, pero en esa ocasión, el gobierno central se abstuvo de represalias contra los sublevados.
Justo Carmelo de Urquiza (1840-1870) escribió a su padre desde Concordia:

[...] que si los hacen marchar se sublevarán las divisiones. [...] poniendo al frente a Ricardo López Jordán marcharán a favor del ejército paraguayo en contra de los aliados.

Urquiza volvió a reunir unos 6000 soldados de las fuerzas provinciales, que tenían fama de excelentes tropas de caballería, pero estas se volvieron a desbandar (Desbande de Toledo) el 8 de noviembre de 1865. Esta segunda deserción de argentinos fue duramente reprimida por Mitre y Urquiza, con el auxilio de los soldados brasileños y uruguayos.